# Любушки
Лю́бушки (босн. і хорв. Ljubuški, серб. Љубушки) — місто на півдні Боснії і Герцеговини, на території Західногерцеговинського кантону Федерації Боснії і Герцеговини, центр однойменної громади. 
Лежить на перехресті важливих шляхів сполучення з Мостаром (36 км), Макарською (55 км), Сплітом (120 км), Дубровником (130 км) і Сараєвом (170 км).

## Історія
У письмових джерелах Любушки вперше згадується в 1444 році під назвою Любусса (лат. Lubussa). Назва ж «Ljubuški» буквально означає «Любуський». Любушки впали перед турецькими завойовниками, ймовірно, в 1472 році невдовзі після падіння Почителя. Турки зміцнили і розширили фортецю, добудували мури з бійницями, а поблизу твердині звели мечеть. Любушки, які в османську добу мали статус «кале» (фортеці), належали до 1718 року до Імотського каділука, а після цього самі стали місцем перебування кадії. У ті часи на місто часто нападали гайдуки з Примор'я та Далматинської Загори. Після Берлінського конгресу в Любушки 2 серпня 1878 року вступила австро-угорська армія на чолі з генералом Йовановичем. Під австро-угорським правлінням Любушки пережили значний економічний злет. 
Перша світова війна принесла занепад, який продовжився і в Королівстві Сербів, Хорватів і Словенців, коли багато любущан емігрувало в заморські країни. До адміністративної реформи Любушки були районним центром Мостарського округу, як і в часи Австро-Угорщини. Після адміністративної реорганізації місто опинилося у Приморській бановині. Цей час відзначався пожвавленням діяльності Хорватської селянської партії та її ватажка Степана Радича. У Бановині Хорватія Любушки були центром району (котару). 
У квітні 1941 року, коли постала Незалежна Держава Хорватія, Любушки стали центром котару у великій жупі Хум. У самій війні в Любуському котарі жертв було небагато. Однак на початку 1945 р. і під час сумнозвісної «хресної дороги» після закінчення війни постраждали близько 2000 мирних жителів Любушки.
У проміжку з 1945 по 1990 рік Любушки перебували в комуністичній СФРЮ (яка спочатку називалася ФНРЮ). У політичному плані у місті придушувалася будь-яка свобода і національна самостійність. 
У квітні 1992 року до Любушки докотилася нова війна. Авіація ЮНА бомбила місто та інші населені пункти. З'явилися перші цивільні жертви.
У місті було засновано штаб Хорватських оборонних сил (ХОС) — армії, яка боролася за Хорватію з кордоном на річці Дрині, Після розпуску ХОС у місті був штаб 4-ї бригади ім. Степана Радича Хорватської ради оборони. У Боснійській та Хорватській війнах у 1991—1995 рр. на полях боїв у Боснії і Герцеговині та Хорватії Любушки втратили п'ятдесят своїх мешканців.

## Населення
Чисельність і національний склад на підставі останніх переписів:
| Любушки             |                |                |                |                |
| рік перепису        | 2013           | 1991           | 1981           | 1971           |
| хорвати             | невідомо       | 2 658 (63,31%) | 2 164 (58,48%) | 1 328 (47,36%) |
| босняки             | невідомо       | 1 174 (27,96%) | 1 037 (28,02%) | 1 308 (46,64%) |
| серби               | невідомо       | 53 (1,26%)     | 51 (1,37%)     | 88 (3,13%)     |
| югослави            | невідомо       | 180 (4,28%)    | 413 (11,16%)   | 43 (1,53%)     |
| інші та невизначені | невідомо       | 133 (3,16%)    | 35 (0,94%)     | 37 (1,31%)     |
| усього              | 4 387 (100,0%) | 4 198 (100,0%) | 3 700 (100,0%) | 2 804 (100,0%) |

## Відомі особистості
В поселенні народився:
- Гордан Буноза (* 1988) — боснійський футболіст.